# Cabanillas de la Sierra
Cabanillas de la Sierra és un municipi de la Comunitat de Madrid. Limita amb els municipis de Navalafuente, La Cabrera, Venturada, Valdemanco i Redueña.